# كأس اليونان 1955–56
كأس اليونان 1955–56 (باليونانية: Κύπελλο Ελλάδος ποδοσφαίρου ανδρών 1955-56) هو الموسم 14 من كأس اليونان. أشرف على تنظيمه الاتحاد الإغريقي لكرة القدم، وفاز فيه أيك أثينا.